# Frederik Simak
Frederik Simak (* 24. Januar  1998 in Gengenbach) ist ein deutscher Handballspieler. Er steht seit Dezember 2020 beim deutschen Verein TBV Lemgo Lippe unter Vertrag.

## Karriere

### Verein
Frederik Simak spielte in der Jugend beim TV Friesenheim und bei der SG Ottenheim/Altenheim. Nachdem er 2016 sein Abitur machte, schloss er sich den Füchsen Berlin an, mit deren zweiter Mannschaft er in den Spielzeiten 2016/17 und 2017/18 in der 3. Liga auflief.
Sein Profi-Debüt gab Simak im März 2017 im EHF-Pokal. Beim 38:30-Sieg über Ribnica erzielte er sein erstes Tor und sah später die rote Karte. Ab der Saison 2018/19 gehörte er zum Bundesligakader der Füchse. Sein erstes Spiel und Tor in der HBL gelang ihm bei der 18:23-Niederlage gegen die Frisch Auf Göppingen am 1. Spieltag. Im Dezember 2020 wechselte Simak mit sofortiger Wirkung zum TBV Lemgo Lippe. Mit Lemgo gewann er den DHB-Pokal 2020, dessen Final Four aufgrund der COVID-19-Pandemie erst im Juni 2021 stattfand.

### Nationalmannschaft
Mit der U20 gewann er bei der EM 18 in Slowenien die Bronzemedaille.

## Bundesligabilanz
| Saison  | Verein        | Spielklasse | Spiele | Tore | 7-Meter | Feldtore | 2min Strafen |
| ------- | ------------- | ----------- | ------ | ---- | ------- | -------- | ------------ |
| 2018/19 | Füchse Berlin | Bundesliga  | 24     | 86   | 41      | 45       | 6            |
| 2019/20 | Füchse Berlin | Bundesliga  | 27     | 21   | 4       | 17       | 3            |
| 2018–   | gesamt        | Bundesliga  | 51     | 107  | 45      | 62       | 9            |